# Mary Edwards Walker

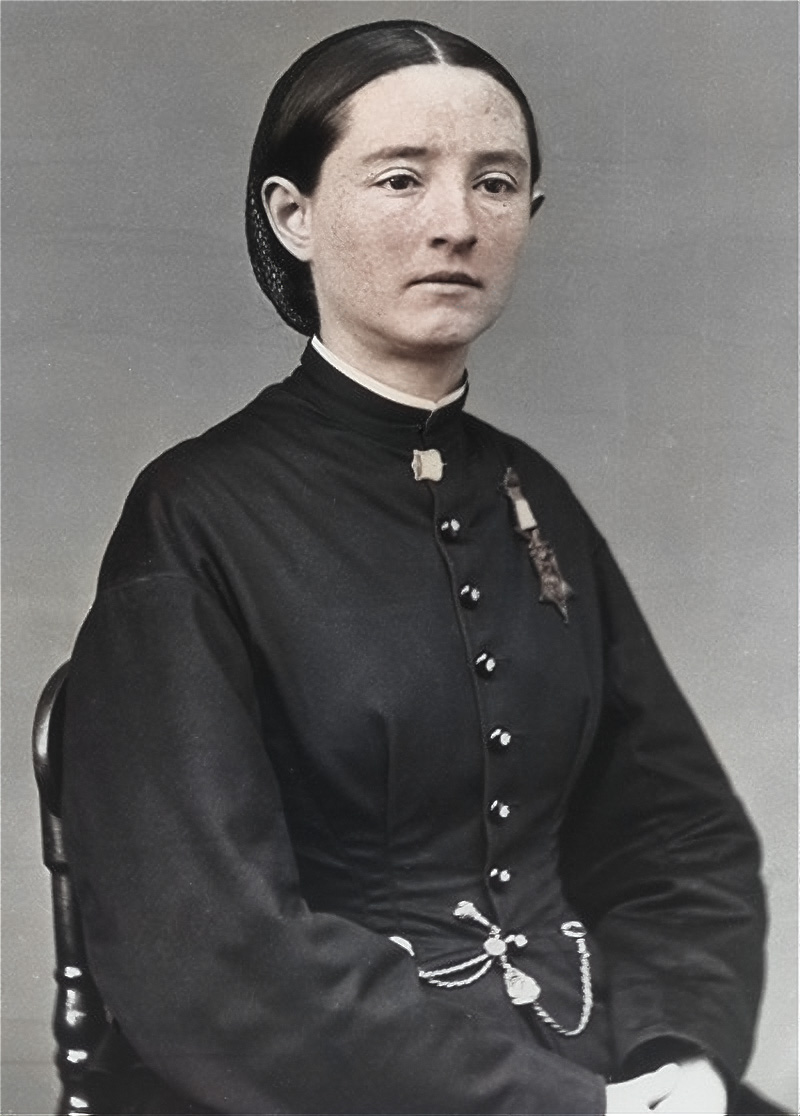
Mary Edwards Walker

Mary Edwards Walker (Oswego, 26 november 1832 – aldaar, 21 februari 1919) was een Amerikaans feministe, chirurg, abolitionist en krijgsgevangene.
Na haar studie geneeskunde trouwt ze en begint haar praktijk als arts. Als de secessieoorlog uitbreekt, gaat ze als vrijwilligster als chirurg werken in het leger van de Noordelijken. Om ook burgerslachtoffers te verzorgen, steekt ze de grens naar het Zuiden over en wordt daar aangezien als spion en gevangengenomen. Uiteindelijk wordt ze bij een gevangenenruil terug aan het Noorden overgeleverd.
Tot haar dood zou ze de suffragettebeweging steunen en hiervoor als spreker optreden. Mary Walker stond ook bekend om haar visie dat de vrouwenkleding in haar tijd ongezond was, en zij kleedde zichzelf vaak als man.
Zij is de enige vrouw in de Verenigde Staten die ooit de Medal of Honor ontving. Zij kreeg deze voor haar verdiensten als legerarts aan het front in een tijd dat deze onderscheiding nog geen specifieke dapperheidsonderscheiding was. Deze onderscheiding werd haar twee jaar voor haar overlijden door een wetswijziging afgenomen en pas veel later, in 1977, door president Carter opnieuw toegekend.

## In fictie
Walker werd als personage gebruikt in het stripalbum De Blauwbloezen nr 54, getiteld Miss Walker. Ze wordt hier op komische wijze neergezet als een strijdbare feministe.